# Jorge Rentería
Jorge Ignacio Rentería Ruiz, detto Canas (... – aprile 2015), è stato un cestista messicano.

## Carriera
Con il Messico ha disputato i Campionati mondiali del 1959.